# ماله‌کش
ماله‌کش در ادبیات سیاسی ایران به کسی که برای هر اتفاقی که می‌افتد، دلیلی می‌آورد، گفته می‌شود.

## تعریف
به معنای سرپوش گذاشتن، توجیه کردن یا خوب و زیبا جلوه‌دادن ایرادها، شکست‌ها، اشتباهات و به‌طور کلی هر چیزی که است که سبب انتقاد فرد یا افراد از موضوعی شود. ماله‌کشی واژهٔ جدیدی نیست و در بین مردم رایج بوده، اما در سال‌های اخیر کاربرد سیاسی هم پیدا کرده و به قصد اهانت به کسانی گفته می‌شود که از روی منفعت فردی یا گروهی، در داخل و خارج از ایران برای سیاست‌ها و رفتارهای غلط هر فرد یا نهادی توجیه و دلیل می‌آورند یا به اصطلاح ماله‌کشی می‌کنند.
برای مثال، وزارت خارجه آمریکا در توئیتی گفت: «ظریف «ماله‌کش اعظم» خامنه‌ای است.»

## مغلطه
ماله‌کشی نوعی مغالطه نیز نامیده شده‌است.

## موارد استفاده
ماله‌کش واژه‌ای است که چند سالی است وارد ادبیات نقد سیاسی ایرانیان شده‌است و در ابتدا (حدود سال‌های ۲۰۱۲ تا ۲۰۱۶) عموماً علیه کسانی استفاده می‌شد که به عنوان روشنفکر دینی شهره هستند. این گروه از سوی منتقدینشان متهم بودند که برای کاستی‌های دین اسلام، دلایل منطقی می‌تراشند و نقدهایی اساسی — به ویژه انتقادهای حقوق بشری علیه اسلام — را توجیه می‌کنند.
استفاده از ماله‌کش در شبکه‌های اجتماعی بسیار متداول است و بیشتر برای توصیف خبرنگاران نزدیک به جناح اصلاح‌طلب جمهوری اسلامی به کار می‌رود. مجید محمدی، نویسنده و جامعه‌شناس ایرانی آمریکایی کتابی با نام علیه استمرار طلبی: وعده‌های توخالی، مدعاهای بی اساس و ماله‌کشی ابدی برای تداوم استبداد دینی دارد که در این کتاب در مورد انواع ماله‌کشی توضیح می‌دهد. اما با این وجود افراد دیگری همچون حسن روحانی، محمد جواد ظریف و حتی مشاوران مالیاتی نیز ماله‌کش نامیده شده‌اند.

### ماله‌کش اعظم
در ۳۱ ژوئیه ۲۰۱۹، صفحه رسمی وزارت خارجه آمریکا، در توییتی، محمد جواد ظریف را با استفاده از هشتگ، ماله‌کش اعظم نامید. این کار واکنش‌های گسترده‌ای در فضای مجازی و خبرگزاری‌های فارسی‌زبان داشت.